# Фехтование на летней Универсиаде 1965
Результаты турнира по фехтованию на летней Универсиаде 1965 года, проходившей в Будапеште (Венгрия).

## Медалисты

### Мужчины
| Индивидуально | Индивидуально         | Индивидуально         | Индивидуально           |
| Вид           | Золото                | Серебро               | Бронза                  |
| ------------- | --------------------- | --------------------- | ----------------------- |
| Рапира        | Енё Камути Венгрия    | Виктор Путятин СССР   | Даниэль Ревеню Франция  |
| Шпага         | Золтан Немере Венгрия | Бруно Хабаров СССР    | Алексей Никанчиков СССР |
| Сабля         | Миклош Месена Венгрия | Петер Баконьи Венгрия | Аттила Ковач Венгрия    |
| Команда       |                       |                       |                         |
| Вид           | Золото                | Серебро               | Бронза                  |
| Рапира        | Румыния               | Франция               | СССР                    |
| Шпага         | Венгрия               | СССР                  | Польша                  |
| Сабля         | Венгрия               | СССР                  | Румыния                 |

### Женщины
| Индивидуально | Индивидуально             | Индивидуально                  | Индивидуально  |
| Вид           | Золото                    | Серебро                        | Бронза         |
| ------------- | ------------------------- | ------------------------------ | -------------- |
| Рапира        | Брижит Гапе-Дюмон Франция | Эльжбета Франк-Симерман Польша | Хайди Шмид ФРГ |
| Команда       |                           |                                |                |
| Вид           | Золото                    | Серебро                        | Бронза         |
| Рапира        | Венгрия                   | Румыния                        | Франция        |